# Max Andersen
Max Pauli Christian Andersen, född 24 maj 1892, död 24 oktober 1972, var en dansk skulptör.
Max Andersen utbildade sig vid Kunstakademiet i Köpenhamn och på studieresor i Italien. Han utförde en mängd porträttbyster och dekorativa fontänskulpturer och kyrkliga skulpturer, bland andra predikstolen i Absalomkirken i Köpenhamn.